# El Capitan (Berg, Arizona)
El Capitan oder Agathla Peak, auch Aghaa’lá genannt, ist eine steile vulkanische Zinne mit einer Höhe von 2164 m als Teil des Navajo Volcanic Field. Der Berg ragt aus der umliegenden Ebene 370 Meter auf, 13 Kilometer nördlich der Stadt Kayenta, Arizona, USA, entlang des U.S. Highway 163, nicht weit vom Monument Valley.
Agathla Peak ist ein sogenannter vulkanischer Zapfen, eine Vulkanruine – der Rest eines riesigen Vulkans, der zum großen Teil aberodiert ist. Sichtbar ist die erstarrte Schlotfüllung des Vulkans. Agathla Peak ist von zeremonieller Bedeutung für die Navajo-Indianer und wird in ihrer Sprache ag ha la „Viel Wolle“ genannt. Als Erklärung wird angenommen, dass sich vom Wind verblasene Wolle von Schafen und Gabelböcken am Fels sammelt.

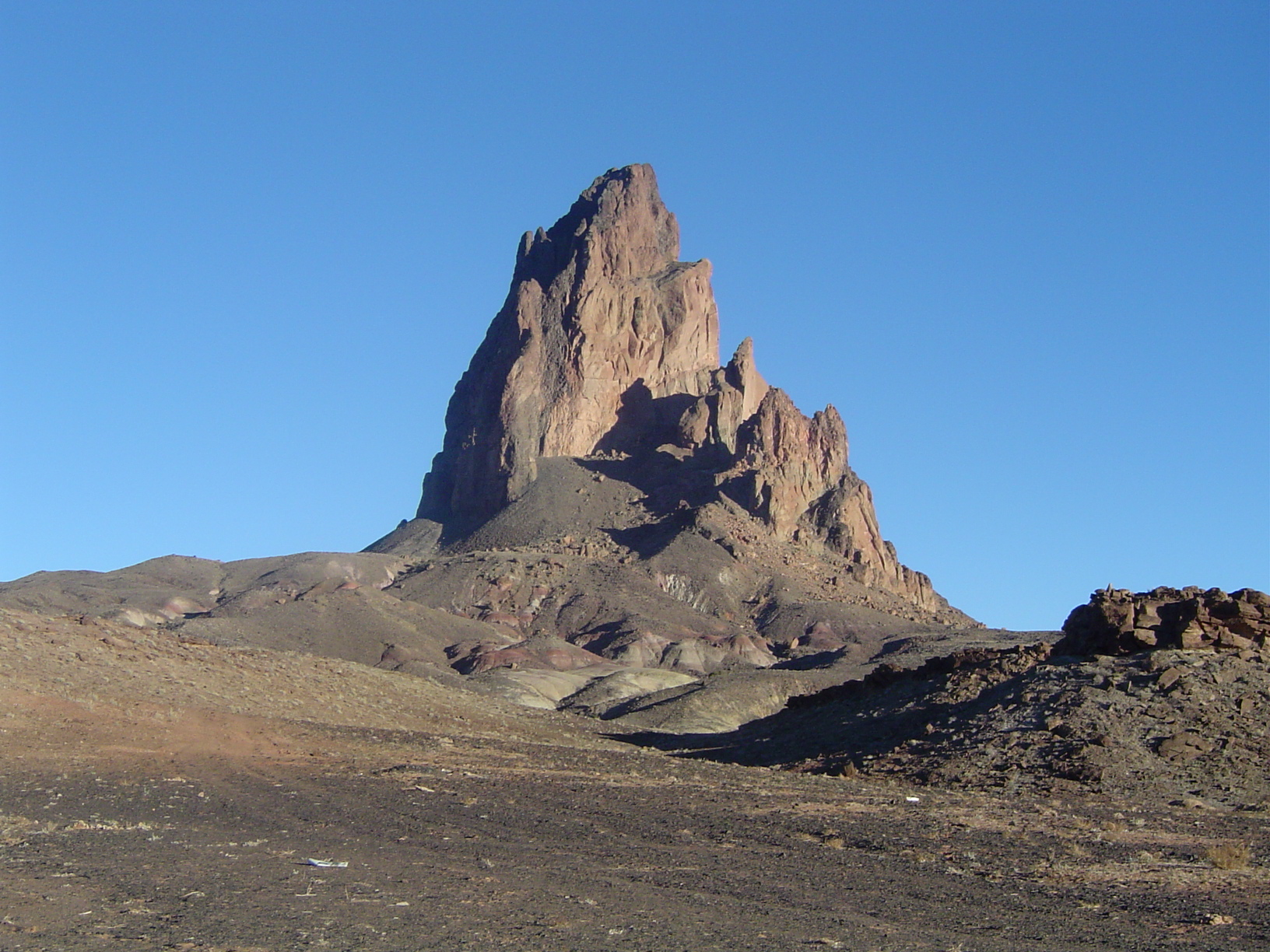